# Nottinghameiland
Nottinghameiland (door de Inuit Tujjaat genoemd, Engels: Nottingham Island) is een Canadees eiland in het Nunavut Territorium. Het ligt in het westen van de Straat Hudson, net ten noorden van de Hudsonbaai. Het eiland werd ontdekt door de beroemde ontdekkingsreiziger Henry Hudson in 1610, die het eiland vernoemde naar de Engelse stad Nottingham.
In 1884 werd er een weerstation geplaatst op het eiland. Een klein vliegveld werd in 1927 aangelegd ten behoeve van een onderzoeksstation om onderzoek te doen naar het ijs.
In 1970 werd het eiland verlaten toen de bewoners (Inuit) het eiland verlieten door naar grotere steden in de buurt te trekken, vooral naar Cape Dorset.
Verder staat het eiland bekend om zijn grote walruspopulatie. Ook is de Inuit kunstenares Pitseolak Ashoona er geboren.